# نور حسن حسین
نور حسن حسین عدی (سومالیایی: [Nuur Xasan Xuseen Cadde] Error: {{Lang}}: متن دارای نشانه‌گذاری ایتالیک است (راهنما)؛ زادهٔ ۲ فوریهٔ ۱۹۳۸ – درگذشته ۱ آوریل ۲۰۲۰) یک سیاستمدار اهل سومالی بود. وی از ۲۴ نوامبر ۲۰۰۷ تا ۱۴ فوریه ۲۰۰۹ نخست‌وزیر این کشور بود.
نور حسن حسین در ۱ آوریل ۲۰۲۰ بر اثر ابتلا به بیماری کروناویروس ۲۰۱۹ در لندن در سن ۸۲ سالگی درگذشت.